# 754 (szám)
A 754 (római számmal: DCCLIV) egy természetes szám, szfenikus szám, a 2, a 13 és a 29 szorzata.

## A szám a matematikában
A tízes számrendszerbeli 754-es a kettes számrendszerben 1011110010, a nyolcas számrendszerben 1362, a tizenhatos számrendszerben 2F2 alakban írható fel.
A 754 páros szám, összetett szám, azon belül szfenikus szám, kanonikus alakban a 21 · 131 · 291 szorzattal, normálalakban a 7,54 · 102 szorzattal írható fel. Nyolc osztója van a természetes számok halmazán, ezek növekvő sorrendben: 1, 2, 13, 26, 29, 58, 377 és 754.
A 754 négyzete 568 516, köbe 428 661 064, négyzetgyöke 27,45906, köbgyöke 9,10173, reciproka 0,0013263. A 754 egység sugarú kör kerülete 4737,52172 egység, területe 1 786 045,689 területegység; a 754 egység sugarú gömb térfogata 1 795 571 266,1 térfogategység.